# Colchicin
Colchicine (phát âm IPA:/ˈkɔlʧəsin/, tiếng Việt: côn-si-xin) là một loại hoá chất thường được sử dụng làm dược phẩm để điều trị bệnh gút, đôi khi làm chất độc để tiêu diệt một số loài thú (chó, mèo) và cũng còn dùng trong chọn giống để gây đột biến nhân tạo.  vốn là một sản phẩm tự nhiên, ban đầu được chiết xuất từ các loài thực vật thuộc chi Colchicum (như Colchicum autumnale, thường được gọi là "cây bả chó").

## Công dụng
- Trong Y học,  colchicine là một dược phẩm. Các tác dụng phụ chủ yếu là khó chịu đường tiêu hóa ở liều cao.[3] Ngoài gout, colchicine được sử dụng để điều trị sốt Địa Trung Hải từ gia đình, viêm màng ngoài tim, bệnh behçet, và rung nhĩ.
- Trong nhân giống cây trồng nói riêng cũng như gây đột biến nhân tạo nói chung, chất này được sử dụng rộng rãi, thường để tạo ra tế bào đa bội hoặc thể đa bội.[4]  Tuy dùng colchicine sẽ gây tử vong ở hầu hết các tế bào động vật bậc cao, nhưng ngược lại: ở bào thực vật, chất này  không chỉ được dung nạp tốt mà còn thường dẫn đến các cây đa bội có ý nghĩa kinh tế nổi trội thường biểu hiện ở cây lớn hơn, phát triển nhanh hơn và nông sản thường có chất lượng tốt hơn hản so với "bố mẹ" lưỡng bội bình thường.[5][6] Ứng dụng thực tế đầu tiên của colchicine có thể là thành tựu tạo ra loài nhân tạo đầu tiên trên thế giới là cải bắp lai cải củ của Georgi Dmitrievich Karpechenko.